# کفرصغاب
کفرصغاب (به عربی: کفرصغاب) یک منطقهٔ مسکونی در لبنان است که در استان شمالی لبنان واقع شده‌است.

## خصوصیات
کفرصغاب ۱٬۳۸۰ متر بالاتر از سطح دریا واقع شده‌است.